# Лоамнеш (комуна)
Лоамнеш (рум. Loamneș) — комуна у повіті Сібіу в Румунії. До складу комуни входять такі села (дані про населення за 2002 рік):
- Алемор (954 особи)
- Армень (680 осіб)
- Лоамнеш (690 осіб) — адміністративний центр комуни
- Миндра (365 осіб)
- Седінка (8 осіб)
- Хашаг (583 особи)

Комуна розташована на відстані 229 км на північний захід від Бухареста, 16 км на північ від Сібіу, 100 км на південь від Клуж-Напоки, 122 км на захід від Брашова.

## Населення
За даними перепису населення 2002 року у комуні проживали 3280 осіб.
Національний склад населення комуни:
| Національність | Кількість осіб | Відсоток |
| -------------- | -------------- | -------- |
| румуни         | 3236           | 98,7%    |
| угорці         | 32             | 1,0%     |
| німці          | 11             | 0,3%     |
| цигани         | 1              | < 0,1%   |

Рідною мовою назвали:
| Мова      | Кількість осіб | Відсоток |
| --------- | -------------- | -------- |
| румунська | 3249           | 99,1%    |
| угорська  | 23             | 0,7%     |
| німецька  | 7              | 0,2%     |
| циганська | 1              | < 0,1%   |

Склад населення комуни за віросповіданням:
| Релігія                                       | Кількість осіб | Відсоток |
| --------------------------------------------- | -------------- | -------- |
| православні                                   | 2508           | 76,5%    |
| греко-католики                                | 680            | 20,7%    |
| п'ятдесятники                                 | 33             | 1,0%     |
| баптисти                                      | 18             | 0,5%     |
| реформати                                     | 12             | 0,4%     |
| римо-католики                                 | 9              | 0,3%     |
| лютерани (Синодально-пресвітеріанська церква) | 7              | 0,2%     |
| бретрени                                      | 5              | 0,2%     |
| атеїсти                                       | 4              | 0,1%     |
| лютерани                                      | 2              | 0,1%     |
| не релігійні                                  | 2              | 0,1%     |